# Trojak (moneta)

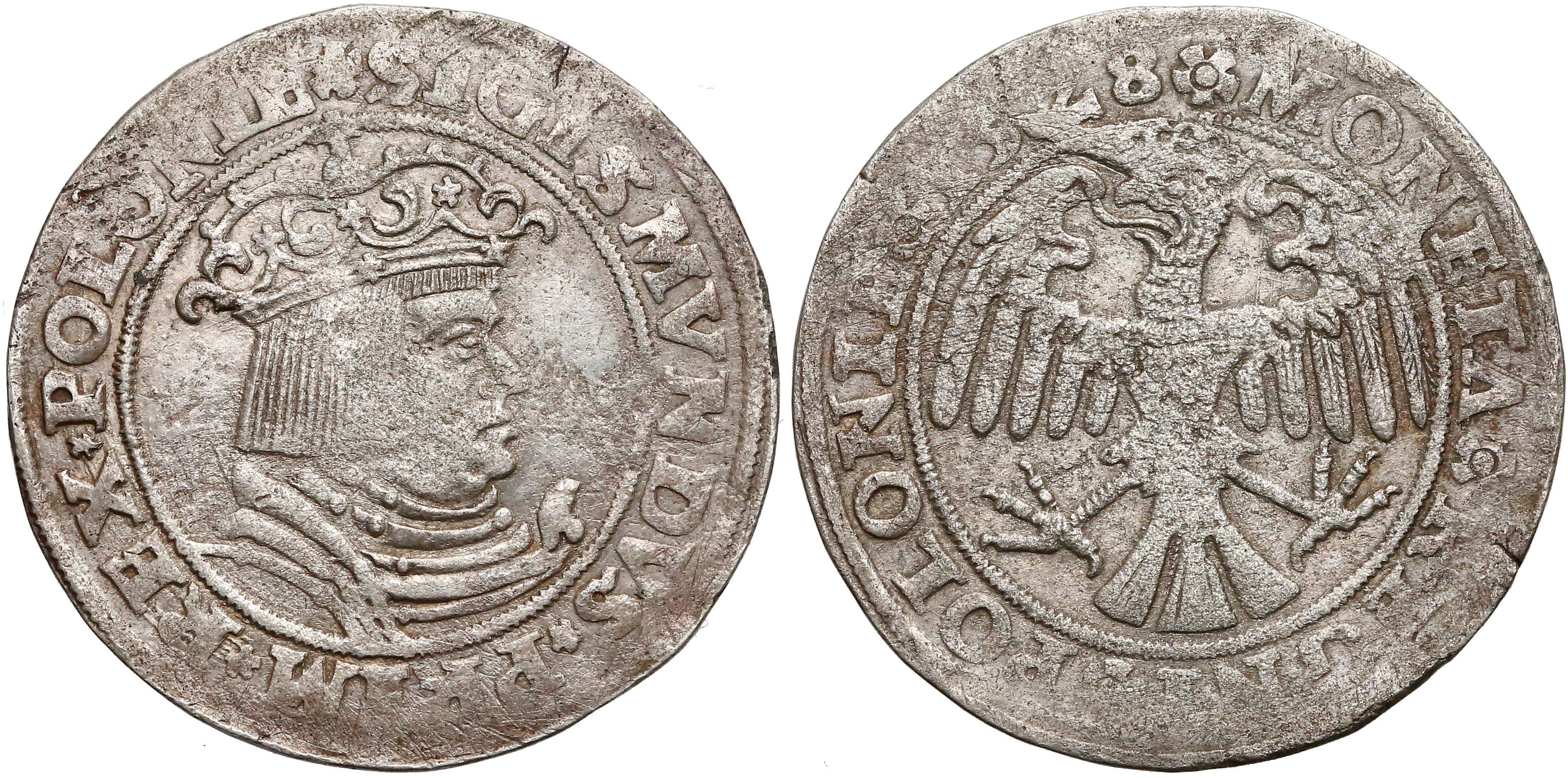
Pierwszy trojak Zygmunta I z 1528 r.

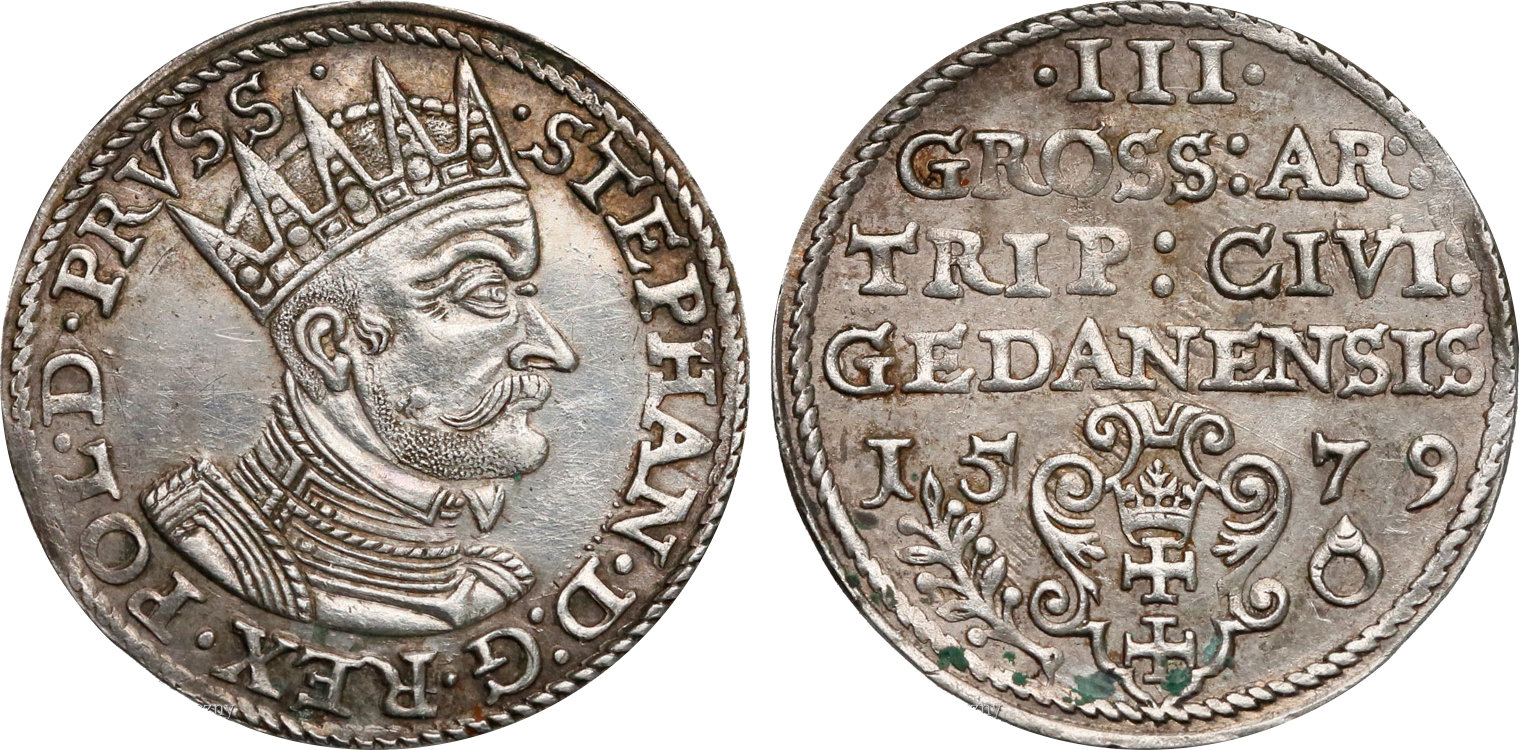
Trojak miejski Gdańska z 1579 r.

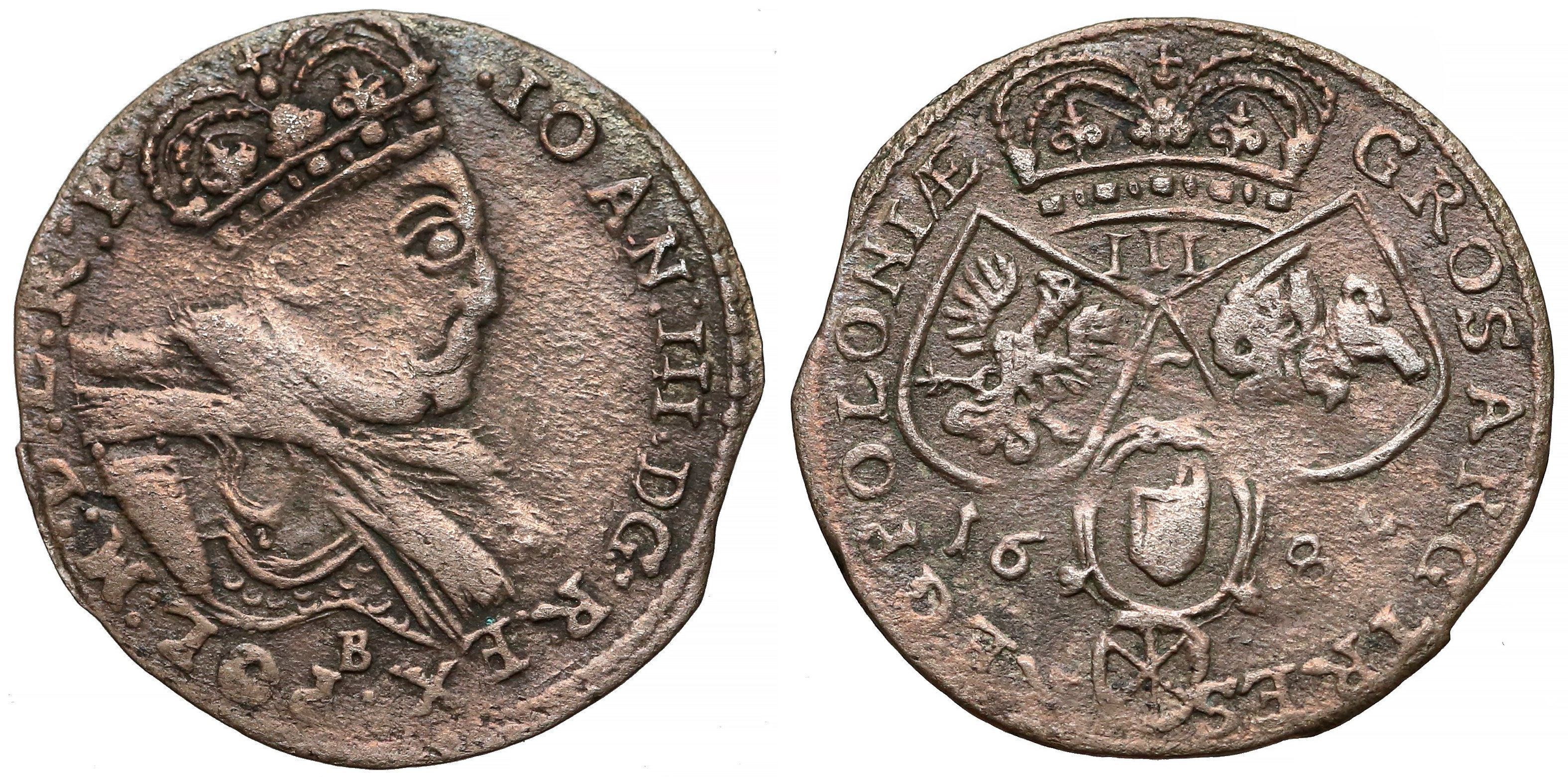
Trojak koronny z 1684 r.

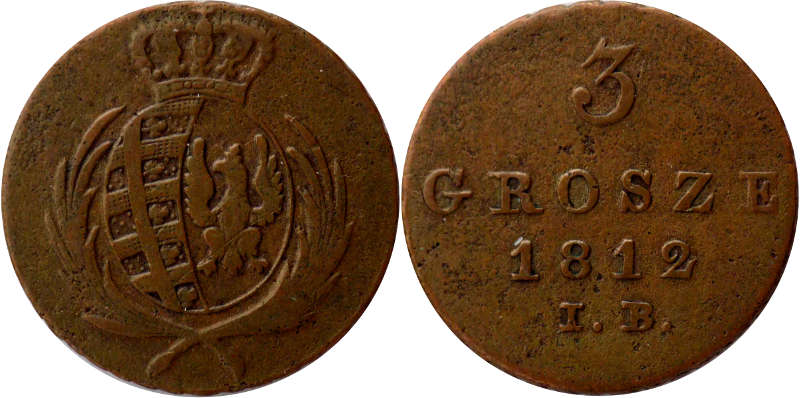
Trojak Księstwa Warszawskiego z 1812 r.

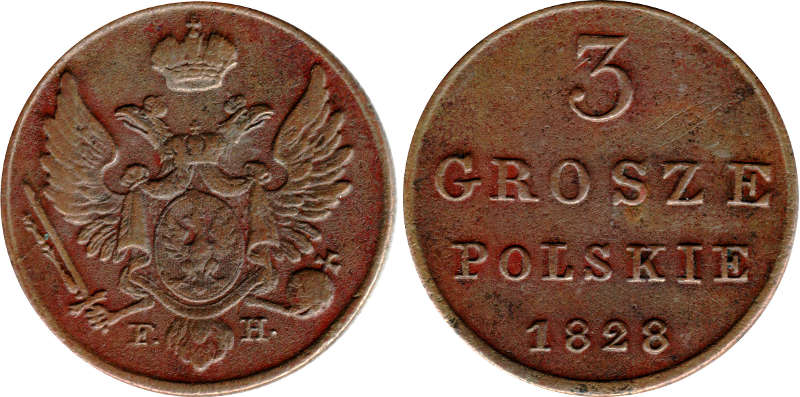
Trojak Królestwa Kongresowego z 1828 r.

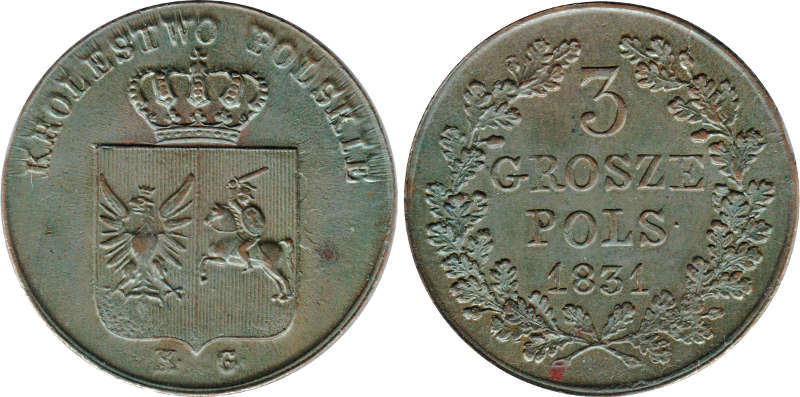
Trojak powstania listopadowego

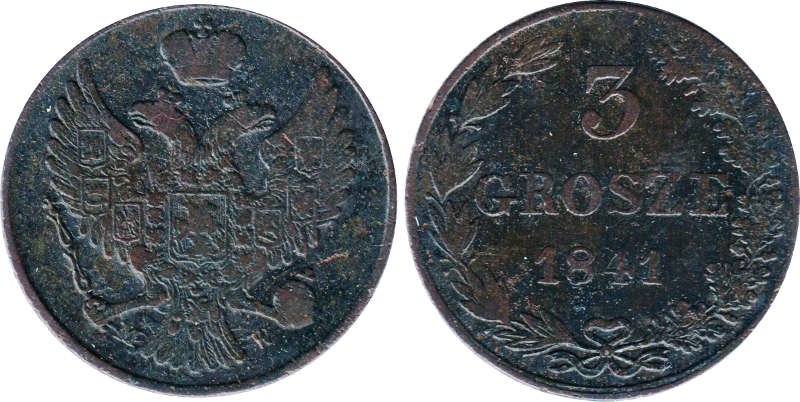
Ostatni trojak z 1841 r.

Trojak – polska moneta srebrna (później miedziana), o wartości 3 groszy. 
Trojaki zostały wprowadzone ordynacją menniczą Zygmunta I Starego w 1528 r. Emitowano je wtedy w 4 mennicach. Na awersie z reguły nosiły portret władcy. Spośród pierwszych trojaków (z mennic w Krakowie i Toruniu), pochodzących z 1528 r., przyjął się ostatecznie typ drugi, który w roku 1535 został zaadaptowany przez mennicę miejską Gdańska (trojaki elbląskie miały nieco odmienny awers).
Trojaki stały się popularną monetą już za Zygmunta II Augusta, mimo że bito je wyłącznie w mennicy wileńskiej i (w niewielkim zakresie) w Gdańsku. Jednak ikonografia trojaków wileńskich była całkiem odmienna od wzorca rozwijanego za rządów Zygmunta I Starego.
Za panowania Stefana Batorego trojaki przyjęły ostateczny kształt ikonograficzny. Bito je w pięciu mennicach, wśród których szczególną uwagę zwracają trojaki z mennicy olkuskiej z lat 1579–1580.
Szczyt rozwoju emisji trojaków nastąpił za panowania Zygmunta III Wazy. Koronne trojaki bito wtedy w 7 mennicach koronnych – w licznych typach i odmianach (Stanisław Walewski podaje 97 typów, nie licząc trojaków z mennic niewiadomych). Liczne z nich emitowały także mennice wileńska i ryska. Interesujące są też lenne trojaki kurlandzkie. Ograniczoną liczbę bardzo rzadkich obecnie trojaków wyemitowała mennica gdańska.
W czasie panowania Władysława IV praktycznie bito jedynie „grube” monety — talary i dukaty, a tylko jako próbne – trojaki, szóstaki i orty.
Za Jana Kazimierza bito trojaki, zarówno w Koronie, jak i na Litwie, w tradycyjnej postaci ikonograficznej.
Podczas krótkiego panowania Michała Wiśniowieckiego trojaków nie produkowano.
Za Sobieskiego znów pojawiły się trojaki w dwóch wzorach ikonograficznych – tradycyjnym i nowym. 
Ten nowy kształt wykazują również trojaki koronne z czasów Augusta III, a także próbna ich emisja Augusta II z mennicy grodzieńskiej. W innej formie – bo na awersie z monogramem króla zamiast jego popiersia, wybijały miejskie trojaki mennice Gdańska, Torunia i Elbląga. Za panowania Augusta III wypuszczała je również mennica w Lipsku.
Reformy monetarne Stanisława Augusta doprowadziły do uporządkowania rynku monety w Polsce, m.in. sprawiając, iż dla całej Rzeczypospolitej działały mennice w Krakowie i Warszawie. Począwszy od 1766 roku tylko mennica warszawska wybijała nieprzerwanie trojaki aż do roku 1794. Jednakże były to monety miedziane, jedynie formą ikonograficzną przypominające trojaki wybijane za Augusta III..
Trojaki funkcjonowały również w mennictwie porozbiorowym. Wybijano je w Księstwie Warszawskim, a później także w Królestwie Kongresowym. Emitował je również Rząd Tymczasowy w trakcie powstania listopadowego w 1831 roku.
Ostatnie trojaki zostały wyemitowano podczas rozbiorów przez mennicę w Warszawie z datą 1841.
Po ponad trzystu latach intensywnego funkcjonowania na rynku pieniężnym ziem Rzeczypospolitej – trojak przestał być środkiem wymiany pieniężnej. Jednakże w ciągu trzech stuleci jego rola była bardzo istotna. Był pieniądzem chętnie przyjmowanym w krajach ościennych, stając się w pewnym okresie monetą środkowej Europy (znaczne jego ilości znajdowane są w skarbach w tych krajach). Wzór ikonograficzny trojaka przejęło kilka księstw śląskich, a także Transylwania, Republika Dubrownika i Prusy.
Oprócz najpopularniejszej nazwy dla monet trzygroszowych (tj. „trojak”) oraz nazwy „potrójny” występującej w Wielkim Księstwie Litewskim, na ziemiach, gdzie monety te znajdowały się w stałym obiegu, spotykane są również określenia takie jak: „dutka”, „babka”, „dudek”, „dydek”.